# Ivan Gábor
Ivan Gábor (* 23. září 1959) je bývalý československý fotbalista, obránce a záložník.

## Fotbalová kariéra
Hrál za ZVL Žilina (1977-1978), VTJ Tábor (1979-1980), Baník Ostrava (1980-1981, 1983-1984), TŽ Třinec (1981-1982, 1987-1988), Zbrojovku Brno (1984-1986) a ZZO Čadca (1988-1989). S Baníkem získal v roce 1981 ligový titul. V československé lize nastoupil ve 48 utkáních a dal 2 góly. Byl kapitánem československé reprezentace do 18 let.

## Ligová bilance
| Ročník                                      | Zápasy | Góly | Minuty | Klub           |
| ------------------------------------------- | ------ | ---- | ------ | -------------- |
| 1. československá fotbalová liga 1977/78    | 8      | 0    | 633    | ZVL Žilina     |
| Česká národní fotbalová liga 1979/80        | -      | -    | -      | VTJ Tábor      |
| 1. československá fotbalová liga 1980/81    | 3      | 0    | 61     | Baník Ostrava  |
| Česká národní fotbalová liga 1981/82        | 24     | 5    | -      | TŽ Třinec      |
| Česká národní fotbalová liga 1982/83        | 15     | 10   | -      | TŽ Třinec      |
| 1. československá fotbalová liga 1982/83    | 13     | 2    | 999    | Baník Ostrava  |
| 1. československá fotbalová liga 1983/84    | 24     | 0    | 1240   | Baník Ostrava  |
| Česká národní fotbalová liga 1984/85        | 30     | 9    | -      | Zbrojovka Brno |
| Česká národní fotbalová liga 1985/86        | 19     | 7    | -      | Zbrojovka Brno |
| Česká národní fotbalová liga 1986/87        | 10     | 2    | -      | Zbrojovka Brno |
| Česká národní fotbalová liga 1986/87        | 14     | 2    | -      | TŽ Třinec      |
| 1. slovenská národní fotbalová liga 1988/89 | 14     | 3    | -      | ZZO Čadca      |
| CELKEM 1. liga                              | 48     | 2    | 2933   |                |